# Poul Erik Skammelsen
Poul Erik Skammelsen (født 19. april 1963 i Farendløse) er en dansk journalist. 
Skammelsen blev student fra Haslev Gymnasium i 1982 og journalist fra Danmarks Journalisthøjskole i 1988. Samme år kom han til  TV 2, hvor han har været siden. Gennem flere år som vært for magasinprogrammet Dags Dato, senere på TV 2 News, men er også kendt for at have været TV 2's udsendte medarbejder i verdens brændpunkter.
Han har været fast udenrigskorrespondent i bl.a. Prag, Moskva,Washington og New York hvor han var 11 september 2001
For tiden er Poul Erik Skammelsen vært på TV 2 Nyhedernes 21:30  fra mandag til torsdag. Programmet er i øvrigt også markant til stede på de sociale medier, heriblandt Facebook og Twitter under navnet 21:30 Skammelsen. Tidligere var Poul Erik Skammelsen vært på TV 2 NEWS, hvor han bl.a. var fast vært på kanalens udenrigsmagasin 'Ellemann|Lykketoft'. Desuden fungerer Skammelsen ofte som fast vært på større udlandsbegivenheder, fx under Danmarks EU-formandskab og ifm. amerikanske præsidentvalg. 
Den 23. marts 2013 optrådte Poul Erik Skammelsen som gæstevært på DR2-programmet Deadline, hvor han interviewede programmets vært, Martin Krasnik, om dennes interview med Trykkefrihedsselskabets formand, Lars Hedegaard.
Pr. 5 januar 2023 er Poul Erik Skammelsen også vært på Verden Ifølge News sammen med Louise Windfeld Høegberg
Skammelsen bor i Sorø. Han er gift og har to døtre.